# Sin el-Fil
Sin el-Fil (arabisch سن الفيل, DMG Sinn al-Fīl) ist ein nördlicher Vorort Beiruts im Distrikt Matn des Gouvernements Libanonberg im Libanon.

## Etymologie
Die wörtliche Übersetzung des Ortsnamens ist „Zahn“ (sinn) des „Elefanten“ (al-Fīl). Aufgrund seiner geographischen Nähe zum antiken Antiochia und der großen Entfernung zum natürlichen Habitat von Elefanten (auch syrischen Elefanten) wird vermutet, dass es sich bei dem Namen um eine Ableitung von St. Theophilus handeln könnte. In der Antike war Antiochia die Hauptstadt der Provinz Syria und nach Rom und Alexandria die drittgrößte Stadt der Welt.

## Geographie
Mit einer reichen Roterde und mäßigem Niederschlag bei zugänglichen Grundwasserreserven wurde die ursprüngliche Agrarregion um Sin el-Fil im 20. Jahrhundert zu einem dicht besiedelten Ort. Die Naturlandschaften des letzten Jahrhunderts wurde vor allem durch Pinien dominiert. Der Nahr Beirut fließt westlich von Sin el-Fil und trennt den Ort von der heutigen Hauptstadt des Libanon.

## Persönlichkeiten
- Joseph Khalil Aoun (* 1964), General und seit 2025 Präsident Libanons
- Dany Azar (* 1973), Paläoentomologe